# Jateí
Jateí é um município brasileiro da região Centro-Oeste, situado no estado de Mato Grosso do Sul. O município é conhecido no estado por sua tradicional festa junina, chamada de Festa da Fogueira, sempre na semana do dia 29 de Junho, dia do seu padroeiro São Pedro, e data da queima da maior fogueira do País (2006).

## História
Uma parcela do município, área de colônia, desenvolveu o cultivo de culturas anuais de subsistência, comercializando o excedente. A outra grande parcela, ocupada por grandes fazendas, oriunda da Companhia Mate Laranjeira, se dedicava as explorações da pecuária em áreas extensivas procurando o crescimento e a estabilidade econômica. Eram terras originalmente ocupadas pelos índios Terenas e Kaiwás e posteriormente, ao final da Guerra do Paraguai (1864-1870), soldados e escravos permaneceram na região ocupando parte das terras, iniciando assim um processo de ocupação lento das terras pelo homem branco.
Inserido na Região da Grande Dourados que experimentou um rápido crescimento econômico pela Reforma Agrária (Colônia Agrícola Nacional de Dourados - criado no Governo de Getúlio Vargas) instalada na região em 1943, recebendo migrantes colonos de todo o país. Seu povoamento originou-se em 1954 quando começaram a chegar os primeiros colonos. Entretanto, a efetiva colonização de jateí só foi consumada quando os colonos cruzaram  o Rio Dourados invadindo uma área não incorporada ao projeto, obrigando o governo a criar uma segunda zona da colônia em outra área previamente delimitada, elaborada pel Tacito Pace, onde foi implementado o novo povoado, em 1956.
O município foi criado pela lei Nº 1950, de 11 de novembro de 1963 e em 1977 o município passa a fazer parte do atual estado de Mato Grosso do Sul.

### A origem do nome
Jateí é uma variante do nome Jataí, que diz respeito a uma espécie de abelha silvestre cujo mel é muito apreciado. Diz a lenda que o povoado não tinha nome, era apenas mais uma vila pertencente a Dourados e esta comunidade era composta por agricultores de subsistência que viviam cortando árvores para seu sustento. Num dado dia, alguns homens do povoado foram cortar lenha em uma mata que sabidamente tinha abelhas jataí, por lá retiraram a madeira que queriam e foram embora. Ao chegar em casa o filho de um dos homens perguntou, "pai cadê o machado do Senhor?" e ele espontâneamente respondeu, "esqueci lá no Jateí". Assim, diz a lenda, deu-se o surgimento do nome de Jateí.

## Geografia

### Localização
O município de  está situado no sul da região Centro-Oeste do Brasil, no Sudoeste de Mato Grosso do Sul (Microrregião de Iguatemi). Localiza-se a uma latitude 22º28'55" sul e a uma longitude 54º18'09" oeste.

### Geografia física
Solo
Encontra-se 2 tipos de solo o Latossolo e o Podzólico vermelho-escuro ao centro e oeste, e o podzólico vermelho amarelo e planossolo e associações complexas a leste do município.
Relevo e altitude
Está a uma altitude de 396 m.
Clima, temperatura e pluviosidade
Está sob influência do clima tropical (AW) e eumesaxérico. No inverno a temperatura média varia entre 14 e 15 °C, ocorrendo geadas e até neve. A temperatura média anual varia entre 20 °C e 30 °C e o índice pluviométrico médio anual varia entre 1.400 e 1.700mm. 
Hidrografia
Está sob influência da Bacia do Rio da Prata. Pertence a bacia do Rio Paraná e sub-bacia do Ivinhema. Os principais cursos d'águas são Rio Verde, Rio Guiraí, Rio Ivinhema, e Rio Curupaí.
Vegetação
Se localiza na região de influência do Cerrado. O predomínio de floresta estacional decidual e Savana, lembrando que com as práticas pecuaristas e de lavoura acabaram com grande parte dessa vegetação.

### Geografia política
Fuso horário
Está a -1 hora com relação a Brasília e -4 com relação a Greenwich.
Área
Ocupa uma superfície de 3 405,44 km².
Subdivisões
A sede da cidade é pequena, porém muito estruturada e não é divida em bairros, mas existem denominações para alguns lugares como "as casinhas" ou então são usados pontos de referências como a escola, a prefeitura na identificação de um lugar.
O município conta com 1 Distrito o de Nova Esperança que fica a 15 km da sede e um Assentamento Gleba Nova Esperança a 65 km da sede.
Arredores
NORTE: Novo Horizonte do Sul
NORDESTE: Novo Horizonte do Sul
LESTE: Taquarussu
SUDESTE: Taquarussu
SUL: Naviraí
SUDOESTE: Naviraí
OESTE: Juti
NORDESTE: Glória de Dourados e Vicentina

## Economia
O município de Jateí sempre teve como força econômica a agricultura e a pecuária. Nas décadas de 60 até meados dos anos 1980 as lavouras que se destacavam eram algodão, café e mandioca.
Na agricultura tem destaque importante na qualidade e eficácia da produção de mandioca (6º) e no algodão (17º).
Na pecuária também sempre foi um braço econômico importante no município sendo este um dos grandes produtores do Estado até hoje. O município teve uma explosão na produção de intensiva de frangos e suínos, tendo acomodado ao longo dos últimos 20 anos uma grande quantidade de barracões de aves e porcos. Além de incluir no seu arsenal leiteiro uma grande quantidade de gado leiteiro de alta produtividade, passando a ser o 11º no Estado. Na produção de casulo de seda é o 10º.
O rebanho tem um número de cabeças (2002):
- Bovinos - 152.584
- Suínos de Corte - 14.400
- Equinos - 1.044
- Ave de Corte - 1.464.000
- Ave Caipira - 242.000

Outros dados (2001):
- Produção de Lã: 7 toneladas
- Leite: 14,4 milhões de litros
- Mel de Abelha: 2 toneladas
- Ovos de Galinha: 40 mil dúzias

## Infraestrutura
- Bancos

O município conta com uma agência do Banco do Brasil.
- Comunicação

O município contém 13 telefones públicos, sendo 9 na sede, 2 em nova esperança e 1 na gleba, para qualquer pessoa ter seu telefone particular.
O município tem 95 linhas telefônicas particulares sendo o a aquisição de uma linha, fácil e prática.
Possui uma agência e um posto de atendimento dos correios.
- Ensino

O município tem 5 escolas sendo 2 estaduais e 3 municipais, onde não faltam vagas para alunos.Existe também escola de informática pública.
- Habitação

As casas existentes são de boas condições para a maioria absoluta, há pouco havia um déficit de habitações, hoje estão em curso diversas construções de casas no município, diminuindo esse déficit e criando habitações para futuros moradores.
- Óbitos

O município possui 2 cemitérios sendo um na sede e o outro no distrito de Nova Esperança.
- Saúde

O município possui na sede um Hospital e um Centro de Saúde, além de consultórios particulares de Odontologia e de Medicina de Trânsito e uma farmácia.
Destaca-se o serviço de saúde do município, onde os recurso são suficientes para prestar um bom atendimento em locais de excelente padrão com internet e medicamentos disponíveis à população e médicos de plantão 24h por dia e 7 dias por semana.
No Hospital são realizados procedimentos cirúrgicos de pequeno porte como cirurgias ginecológicas, hérnias, e outras de sala de sutura.
Em caso de emergência maior a prefeitura disponibiliza o transporte para centros de referência mais próximos como Dourados, ou no caso de tratamentos mais específicos como o dado pela oncologia, ela disponibiliza o transporte e o atendimento no Hospital do Câncer em Barretos.
- Transporte

O transporte feito do distrito para a sede é feito por particulares com exceção dos alunos que moram na zona rural, esses tem transporte gratuito e diário fornecido pela prefeitura.
Ainda é comum vermos pessoas da zona rural vindo a sede de carroças, bicicletas, motos e tratores.
O transporte intermunicipal é feito pela Viação Motta, Andorinha, viagens com destinos interestaduais são feitas pelas mesmas empresas.
O município tem 1.300 km de vias municipais e 200 km de vias estaduais.
Não há linhas de transportes aéreos, existem particulares que fazem e utilizam pistas particulares em fazendas, em aeronaves próprias.
A sede não tem linha de ônibus circular no município, até mesmo pelo tamanho, existem 2 táxis no município disponíveis o tempo todo.
O município tem como importantes pontos de segmentação e referência "as linhas", que são estradas rurais de terra onde existem um número de moradores relativamente alto, em geral minifúndio com agricultura familiar. A ligação principal entre a sede do município e o Distrito de Nova Esperança acaba de ser totalmente asfaltado nos 12 km que separam as duas comunidades, asfalto novo e de qualidade, denominada como MS-478.
Já a MS-479, ainda de Terra, é a principal via acesso à rodovia MS-141 e é utilizada constantemente para o transporte de gado e da produção agrícola da região e nas condições precárias em que se encontra atualmente a referida estrada, o escoamento da safra pelo local está praticamente inviabilizado.

## Demografia

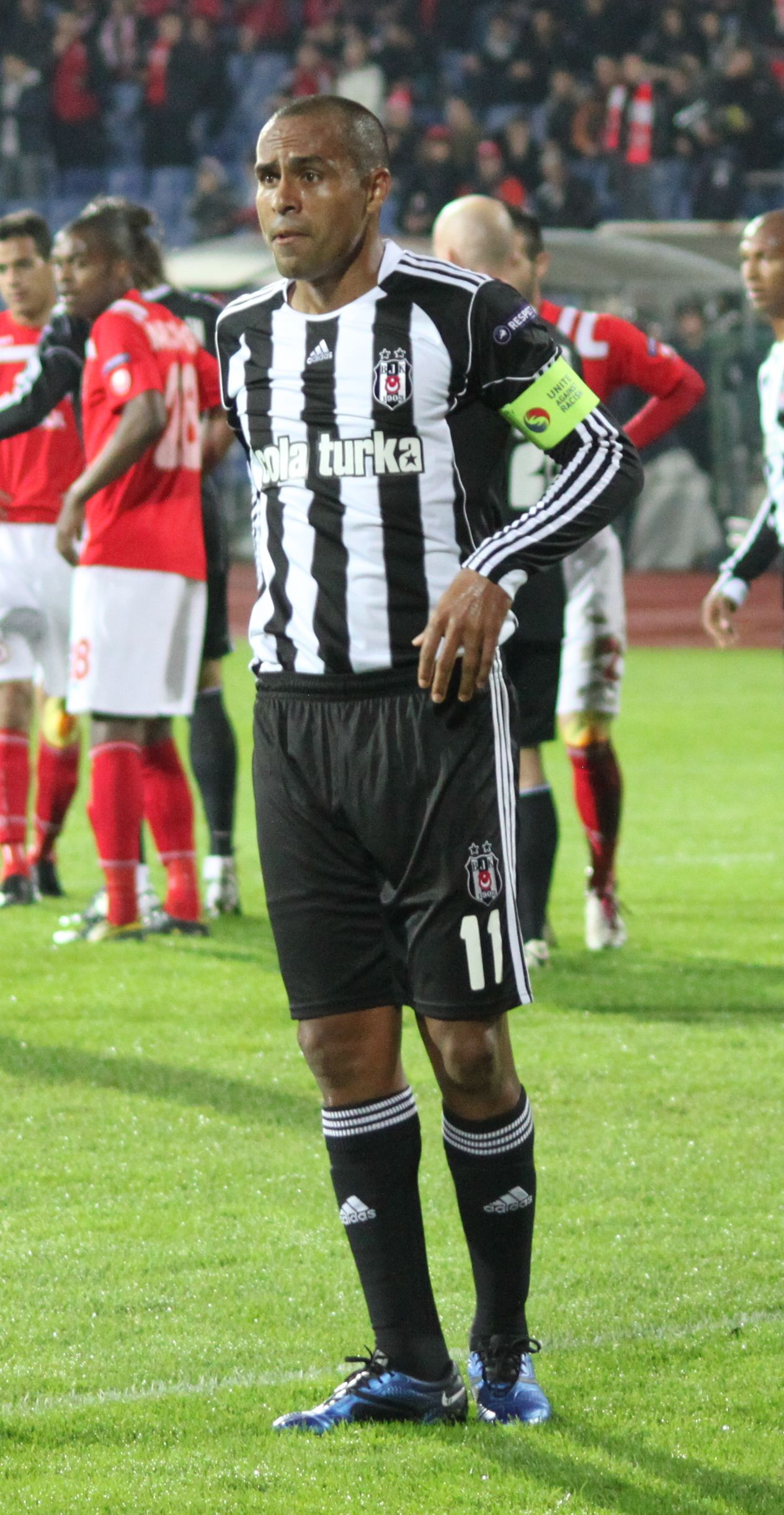
Jogador Mert Nobre, filho mais ilustre de Jateí

Sua população estimada em 2013 era de 4.051 habitantes segundo o IBGE.
Um filho ilustre do município é o jogador Márcio Ferreira Nobre, mais conhecido por Mert Nobre (nascido em 6 de novembro de 1980).

## Esporte
O município tem na sede o Estádio de Futebol Mário Rocha, tem um Centro Poliesportivo, e no distrito de Nova Esperança tem outro estádio de futebol, onde ambos são constantemente usados pela população de forma livre e gratuita.
Conhecido também como SEJA, que são suas iniciais, o alviverde Sociedade Esportiva Jateiense, que já disputou torneios profissionais, é a principal equipe de futebol da cidade.

## Turismo, cultura e lazer
Jateí tem alguns atrativos para população de toda região como a cachoeira do Rio Verde onde vem excursões de outras cidades para se divertiram nos dias quentes. Um ponto que está se desenvolvendo no município é o turismo, pois parte do território de Jateí foi usada na criação do Parque Estadual das Várzeas do Rio Ivinhema.
Ao longo do ano, são realizadas várias festas como baile de réveillon, festa de carnaval, semana do município, a tradicional FESTA DO MILHO e como destaque a Festa da Fogueira. Nesta é realizada uma grande festa ao padroeiro da cidade São Pedro, no dia 29 de junho, sendo realizada a queima da maior fogueira do País, segundo o RankBrasil (2006), com um grande e belo show pirotécnico. Em 2007, a Festa da Fogueira passou a ser realizada no Parque da Fogueira, local com grande área de lazer e com infraestrutura digna de grandes parques do Brasil. Existe também o Salão Paroquial onde são promovidas festas e baile ao longo do ano todo.
Jateí se orgulha do seu Centro Social, local onde tem-se atividade de artesanato, criação, reunião de grupo de idosos, grupo contra o câncer, e local de treino e sede da Banda Municipal Raio de Luz, banda que tem um grande número de jovens que treinam de forma intensa e estão sempre viajando na disputa de campeonatos.
A Praça municipal, é um ponto de encontro das pessoas, tem-se ao seu redor bares e lanchonetes que são verdadeiro point de encontro.
O município tem apenas uma biblioteca pública localizada na praça, com um grande acervo.

### Monumentos
- Cristo Redentor, já na entrada cidade.
- Monumento das Abelhas - homenagem à origem do nome da cidade.
- Um busto de bronze em homenagem a Professora Bernadete Santos Leite, uma das fundadoras do município.

### Igrejas
- Paróquia de São Pedro
- Igreja Cristo é Vitória
- Igreja Assembleia de Deus Belém
- Missão Batista
- Igreja Cristã do Brasil
- Igreja Deus é Amor
- Igreja Adventista do Sétimo dia
- Igreja Presbiteriana
- igreja Assembleia de Deus Madureira
- Igreja Missionária Jerusalém Avivamento
- Igreja Pentecostal Novo Tempo

## Política
O colégio eleitoral de Jateí segundo o TRE-MS (2006) é de 3.421 eleitores, possui 12 seções eleitores e está submetido a zona eleitoral de Fátima do Sul.

### Prefeitos
- 01ª Gestão (2 de Maio de 1965 à 31 de Janeiro de 1967) - Moacir de Souza Fagundes
- 02ª Gestão (1º de Fevereiro de 1967 à 31 de Janeiro de 1970) - Manuel Rocha
- 03ª Gestão (1º de Fevereiro de 1970 à 31 de Janeiro de 1973) - José Jorge Leite
- 04ª Gestão (1º de Fevereiro de 1973 à 31 de Janeiro de 1977) - Valdeir Bezerra Soares
- 05ª Gestão (1º de Janeiro de 1977 à 31 de Janeiro de 1983) - José Jorge Leite
- 06ª Gestão (1º de Fevereiro de 1983 à 31 de Dezembro de 1988) - João Dias
- 07ª Gestão (1º de Janeiro de 1989 à 31 de Dezembro de 1992) - Eraldo Jorge Leite
- 08ª Gestão (1º de Janeiro de 1993 à 31 de Dezembro de 1996) - João Dias
- 09ª Gestão (1º de Janeiro de 1997 à 31 de Dezembro de 2000) - José Carlos Gomes
- 10ª Gestão (1º de Janeiro de 2001 à 31 de Dezembro de 2004) - Eraldo Jorge Leite
- 11ª Gestão (1º de Janeiro de 2005 à 31 de Dezembro de 2008) - Eraldo Jorge Leite
- 12ª Gestão (1º de Janeiro de 2009 à 31 de Dezembro de 2012) - Arilson Targino
- 13ª Gestão (1º de Janeiro de 2013 à 31 de Dezembro de 2016) - Arilson Targino
- 14ª Gestão (1° de Janeiro de 2017 à 31 de Dezembro de 2020) - Eraldo Jorge Leite

### Câmara de Vereadores
A Câmara Municipal de vereadores tem um total de 9 vereadores.

### Serviços
O município tem uma série de instituições voltadas para defesa e assistência de determinados grupos:
- Sindicato dos Trabalhadores Rurais
- Sindicato Rural de Jateí
- Associação Amigos de Jateí
- Associação dos Parceiros da Gleba Nova Esperança
- Associação dos Trabalhadores da Gleba Nova Esperança
- Associação dos Pequenos Produtores do Distrito de Nova Esperança
- Associação de Proteção às Mães e Crianças Jateienses
- Creche Municipal "Maria Alzira Alves Freitas" - popularmente conhecida como Creche Tia Alzira
- Clube de Mães Coração de Maria
- Clube de Mães Delza Alencar
- Conselho Municipal de Saúde
- Conselho Municipal de Meio Ambiente
- Conselho Municipal de Desenvolvimento Rural
- Conselho Municipal de Assistência Social
- Conselho Municipal da Criança e Adolescente
- Conselho Municipal de Alimentação Escolar
- Conselho Municipal do FUNDEF* Conselho Tutelar

### Outros órgãos no município
- IAGRO
- IDATERRA
- AGENFA
- SANESUL
- ENERSUL
- DETRAN
- Delegacia de Polícia Civil
- Pelotão de Polícia Militar
- Estabelecimento Penal Estadual
- Correios
- Conselho Tutelar